# Vysoký Potok
Vysoký Potok (deutsch Hohenfluß) ist ein Ortsteil der Gemeinde Malá Morava in Tschechien. Er liegt sechs Kilometer östlich von Králíky und gehört zum Okres Šumperk.

## Geographie
Vysoký Potok erstreckt sich am rechten Ufer der March entlang des Baches Vysoký potok zwischen dem Glatzer Schneegebirge und dem Hannsdorfer Bergland. Südlich erheben sich der Pohořelec (Oberer Brentenberg, 850 m) und der Jeřáb (Ebereschberg, 1003 m) und im Westen der Val (Schanzenberg, 788 m). Nördlich des Dorfes verläuft an der March die Eisenbahnstrecke von Lichkov nach Hanušovice, die Bahnstation Podlesí liegt nordöstlich des Dorfes.
Nachbarorte sind Malá Morava im Norden, Vojtíškov im Nordosten,
Křivá Voda und Podlesí im Osten, Dolní Hedeč im Südwesten, Králíky im Westen sowie Zlatý Potok im Nordwesten. Im Norden befinden sich die erloschenen Orte Krondörfl und Valbeřice.

## Geschichte
Das zur Herrschaft Eisenberg gehörige Dorf wurde in der zweiten Hälfte des 16. Jahrhunderts gegründet. Erstmals urkundlich erwähnt wurde der Ort im Jahre 1615. 1677 bestand das Dorf aus 19 Anwesen, darunter waren 13 Bauern und fünf Kötter. 1780 schloss die Dorfgemeinde mit der Herrschaft Eisenberg einen Vergleich, der entstandene Differenzen bezüglich der Frondienste beendete. 1793 lebten in den 36 Häusern von Hohen Flus 314 Menschen. 1839 bestand der Ort weiterhin aus 36 Häusern und hatte 336 Einwohner. In Hohenfluss bestand ein Erbgericht, eine Mühle und eine fürstliche Försterei. Gepfarrt war das Dorf nach Grumberg.
Nach der Aufhebung der Patrimonialherrschaften bildete Hohenfluß ab 1850 eine politische Gemeinde im Bezirk Mährisch Schönberg und gehörte zum Gerichtsbezirk Altstadt. Im Jahre 1921 lebten in den 54 Häusern des Dorfes 234 Deutsche und zehn Tschechen, die allesamt katholisch waren. 1930 bestand Hohenfluß aus 45 Häusern und die Einwohnerschaft bestand aus 197 Deutschen, 23 Tschechen und einem Ausländer. Zwei der Einwohner waren evangelisch, alle anderen Katholiken. 
Infolge des Münchner Abkommens wurde die Gemeinde 1938 dem Deutschen Reich zugeschlagen und gehörte zunächst zum Landkreis Mährisch Schönberg. 1939 hatte Hohenfluß 187 Einwohner. Im Zuge einer Neugliederung der sudetendeutschen Landkreise wurde das mährische Dorf am 1. Mai 1939 dem böhmischen Landkreis Grulich zugeordnet, bei dem es bis 1945 verblieb. Nach dem Zweiten Weltkrieg erfolgte die Vertreibung der deutschen Bewohner. 
1948 kam die Gemeinde Vysoký Potok zum Okres Šumperk zurück und 1961 wurde sie nach Malá Morava eingemeindet. 1991 hatte der Ort 73 Einwohner. Im Jahre 2001 bestand das Dorf aus 27 Wohnhäusern, in denen 67 Menschen lebten.

## Sehenswürdigkeiten
- Kapelle im Dorf
- Kapelle der hl. Dreifaltigkeit, südlich des Dorfes in 889 m am Jeřáb
- U tří oltářů (Bei den drei Altären), drei Felsblöcke am Steinbruch Kouřilový lom, im Wald südlich des Ortes